# Cantone di Villegusien-le-Lac
Il Cantone di Villegusien-le-Lac è una divisione amministrativa dell'Arrondissement di Langres.
È stato costituito a seguito della riforma approvata con decreto del 17 febbraio 2014, che ha avuto attuazione dopo le elezioni dipartimentali del 2015.

## Composizione
Comprende 57 comuni:
- Aprey
- Arbot
- Auberive
- Aujeurres
- Aulnoy-sur-Aube
- Baissey
- Bay-sur-Aube
- Bourg
- Brennes
- Chalancey
- Chassigny
- Choilley-Dardenay
- Cohons
- Colmier-le-Bas
- Colmier-le-Haut
- Coublanc
- Courcelles-en-Montagne
- Cusey
- Dommarien
- Flagey
- Germaines
- Heuilley-Cotton
- Isômes
- Leuchey
- Longeau-Percey
- Maâtz
- Montsaugeon
- Mouilleron
- Noidant-le-Rocheux
- Occey
- Orcevaux
- Perrogney-les-Fontaines
- Poinsenot
- Poinson-lès-Grancey
- Praslay
- Prauthoy
- Rivière-les-Fosses
- Rochetaillée
- Rouelles
- Rouvres-sur-Aube
- Saint-Broingt-les-Fosses
- Saint-Loup-sur-Aujon
- Ternat
- Vaillant
- Le Val-d'Esnoms
- Vals-des-Tilles
- Vauxbons
- Vaux-sous-Aubigny
- Verseilles-le-Bas
- Verseilles-le-Haut
- Vesvres-sous-Chalancey
- Villars-Santenoge
- Villegusien-le-Lac
- Villiers-lès-Aprey
- Vitry-en-Montagne
- Vivey
- Voisines